# Campeonato Peruano de Fútbol Femenino de 2016
El Campeonato Peruano de Fútbol Femenino de 2016 fue un campeonato de fútbol femenino que se realizó del 23 al 27 de enero de 2017 en el Complejo Deportivo de la Videnita de Chincha. El campeón nacional clasificó a la Copa Libertadores Femenina 2017. El campeón fue Universitario de Deportes y subcampeón Club Ramiro Villaverde.
El torneo está conformado por 8 equipos campeones regionales del país.

## Equipos participantes
| Región      | Departamento | Equipo                    |
| ----------- | ------------ | ------------------------- |
| Región I    | Piura        | Universidad de Piura      |
| Región II   | La Libertad  | Juventud Talentos         |
| Región III  | Loreto       |                           |
| Región IV   | Lima         | Universitario de Deportes |
| Región V    | Junín        | Ramiro Villaverde         |
| Región VI   | Huancavelica | UDA                       |
| Región VII  | Arequipa     | Majes de Arequipa         |
| Región VIII | Apurímac     | Angelu Lucrecia           |

## Resultados

### Grupo A
| Pos. | Equipo            | Pts. | PJ | G | E | P | GF | GC | Dif. | Clasificación o descenso |   | RAM | ANG | UDA | LOR |
| ---- | ----------------- | ---- | -- | - | - | - | -- | -- | ---- | ------------------------ | - | --- | --- | --- | --- |
| 1    | Ramiro Villaverde | 6    | 2  | 2 | 0 | 0 | 4  | 1  | +3   | Avanza a la Final        |   |     | 2–1 | 2–0 |     |
| 2    | Angelu Lucrecia   | 3    | 2  | 1 | 0 | 1 | 4  | 3  | +1   |                          |   |     |     |     | 3–1 |
| 3    | UDA               | 3    | 2  | 1 | 0 | 1 | 3  | 3  | 0    |                          |   | —   |     |     |     |
| 4    | Loreto            | 0    | 2  | 0 | 0 | 2 | 2  | 6  | −4   |                          | — |     | 1–3 |     |     |

 Fuente: 

### Grupo B
| Pos. | Equipo               | Pts. | PJ | G | E | P | GF | GC | Dif. | Clasificación o descenso |  | UNI | MAJ | TAL | UDP  |
| ---- | -------------------- | ---- | -- | - | - | - | -- | -- | ---- | ------------------------ |  | --- | --- | --- | ---- |
| 1    | Universitario        | 9    | 3  | 3 | 0 | 0 | 20 | 2  | +18  | Avanza a la Final        |  |     |     | 5–1 | 11–0 |
| 2    | Majes                | 6    | 3  | 2 | 0 | 1 | 9  | 4  | +5   |                          |  | 1–4 |     |     |      |
| 3    | Juventud Talentos    | 0    | 2  | 0 | 0 | 2 | 1  | 9  | −8   |                          |  | 0–4 |     | —   |      |
| 4    | Universidad de Piura | 0    | 2  | 0 | 0 | 2 | 0  | 15 | −15  |                          |  | 0–4 |     |     |      |

 Fuente: 

### Final
| 27 de enero de 2017 | Universitario de Deportes                                    | 5:1     | Ramiro Villaverde | Complejo Deportivo de la Videnita de Chincha, Chincha |  |
|                     | Emily Flores, Alondra Vilchez, Even Pizango y Pierina Chávez | Reporte |                   |                                                       |  |

| |
| Campeón Universitario 8° título de la Primera División Clasifica a la Copa Libertadores Femenina 2016. |